# Petemon
Petemon is een bestuurslaag in het regentschap Soerabaja van de provincie Oost-Java, Indonesië. Petemon telt 31.383 inwoners (volkstelling 2010).